# 花之诗女 GOTHICMADE
《花之诗女 GOTHICMADE》（日語：花の詩女 ゴティックメード、英語：，简称为GTM
）是一部2012年11月1日剧院公映的日本動畫電影作品。最早曾以的名称进行宣传。宣传标语为「冰之女王凯瑟琳，如此美丽也如此可怕」。

## 概要
2006年第五期《NewType》上公开了永野护主创的电影动画《GOTHICMADE-花之诗女》的企划，原作、导演、剧本、分镜、设计、原画，全由永野護一人担当。片中出现的类似《五星物语》中MH的机器人GTM将不采用CG构图而是全部由永野护亲自担任原画以手绘完成。辗转5年经过多次延期之后于2011年的“C3×HOBBY”周边展上再次公开将于2012年上映的消息。
此外，《五星物语》在2013年4月对在此之前的设定进行了大幅的变更，承接本作的设定，在时隔9年之后再次开启连载。因此，本作的情节也被编入“五星物语年表”（星团历451年）。
2012年10月10日发售的《五星物語》限期发售特价版蓝光光盘中，关于本作的特别指导DVD被作为特典附送其中。

## 故事
故事背景发生在列强争端不断的太阳行星。故事的舞台是一颗被称作“茜之星”的小行星“卡麦·布拉尼特”，这里长年受到其他强国以资源采掘为名的榨取，人民过着高劳动强度的生活。故事讲述了茜之星上祈求和平的少女贝琳成为了新生的诗女，在前往名为“哈里”的都市的途中，由军事国家多纳乌帝国的第三皇子托里哈隆充当保镖，生来就与命运对抗的两个人宿命的旅程。

## 概念
诗女
故事中被称为“诗女”的女性们，继承着历代诗女的记忆，并拥有着无与伦比的特殊能力，而拥有这种特殊能力的她们，不但能加深民族、国家、人们之间的羈绊，更能透过其言语将人类导向更好的未来。
GOTHICMADE
被设定为史上最强的人型战斗兵器，是一种全高约19米的人形战斗兵器，简称为GTM。GTM拥有强大的战斗能力，超过100兆的马力和电磁力冲力关节，在 “双冲力器”的作用下，可以爆发出惊人的战斗能力以及运动能力。GTM的操作者则为被称为“战争铸造者”，他们是一群为了战斗而培训出来的特殊人类。在超高速战斗中的GTM，普通人根本无法用肉眼来分辨。GTM拥有半永久的能源系统，可以在操作者疲惫之时继续进行作战行动。GTM利用心脏部位的核心引擎输出的能源可以发射最终兵器“高能光束炮”，其威力足以改变行星的形状。

## 登場人物
※括号内的名字是在片尾字幕中出现的别称
贝琳·阿洁丽
配音：川村万梨阿
本作女主人公，身高160cm。16歳时成为新生（日語：誕生）的詩女。在结束了故乡的1年修行后，由托里哈隆护送前往哈里。
多纳乌·托里哈隆
配音：佐佐木望
本作男主人公，身高190cm。有着金发碧眼颀长身材的军事国家“多纳乌帝国”第三皇子，接受了来自行星联合的命令，负责在贝琳前往哈里的路上担任护卫。与贝琳拥有着相同的特殊能力，但力量的性质却截然相反，驾驶“战争的象征”GTM“凯瑟琳”。

## 制作人员
- 原作、导演、剧本、分镜、设计布局、原画 - 永野護
- 作画監督 - 名仓靖博（日语：名仓靖博）
- 原画 - 門上洋子、山形厚史
- 美術監督 - 小仓宏昌
- 音響監督 - 若林和弘
- 剪辑 - 松永ホマレ
- 配乐 - 长冈成贡（日语：長岡成貢）
- 音乐制作人 - 矢部敦志
- 製作 - 井上伸一郎（日语：井上伸一郎）
- 企划 - 安田猛、矢野健二
- 制片人 - 榎本郁子、富樫真
- 出品人 - 堀裕治
- 制作 - Automatic Flowers Studio、角川書店

## 主題歌
主题曲
作詞 - 川村万梨阿 / 作曲 ・編曲- 長岡成貢 / 歌 - 川村万梨阿
插曲
作詞 - 川村万梨阿 / 作曲・編曲 - 長岡成貢 / 歌 - 川村万梨阿
「茜の大地」片尾曲
作詞 - 川村万梨阿 / 作曲・編曲 - 長岡成貢 / 歌 - 川村万梨阿

## 发行
于2011年8月27日、28日举行的“chara-hobby2011”上，角川书店特地开设了舞台专场，角川书店社长井上伸一郎和永野护本人登台，对影片进行了介绍，并公布影片将于2012年春上映。作品的首支预告影片在2012年3月20日，于《Newtype 创刊25周年纪念活动》上首映。7月14日预售电影票开始在东京角川新宿影院等上映影院出售，预售票分为单人票和双人票两种，价格分别为1500日元和3000日元。10月10日，剧场版主题曲《空之皇子 花之诗女》在iTunes上提供试听服务。

## 制作
除了永野护亲自身兼六职（原作、剧本、分镜、作画、设计、导演）之外，曾负责过《天空之城》、《源氏物语》、《穿越时空的少女》、《姆明一家》等众多作品原画的名仓靖博担任本作的作画监督一职，而制作过《天降之物》系列、《黑执事》、《机动警察剧场版》、《王立宇宙军》等作品的小仓宏昌，则为本作的美术监督，《强袭魔女》的长冈成贡为音乐负责人。声优方面，曾在《幽游白书》中饰演浦饭幽助的日本老牌实力声优佐佐木望以及曾在《五星物语》的剧场版中担任主人公拉克西丝配音的声优川村万梨阿分别担任男女主角的配音。川村曾表示，这部动画电影讲述的是一位王子和一位巫女相遇后，在培育鲜花的过程中彼此思念、不断成长的故事，影片主题歌的歌词是她带着对故事情境的体会亲自谱写的。影片的主要绘制工作人员仅有三人，对于剧场版动画而言如此少的人数是尚无前例的。 此外，制作人员有意突出画面和背景的原本色彩，在制作时就采用了当时还十分罕见的4K分辨率，GTM凯瑟琳的启动音、GTM的涡轮音等声效得到了IHI JET SERVICE的协助，处处体现了永野护的个人特色。因此，在2013年11月时，普通家庭尚没有办法以原版解析度进行视听观赏。

## 相关商品

### 音乐作品
主題歌《空之皇子 花之诗女》（空の皇子 花の詩女） 配乐：長岡成貢、演唱：川村万梨阿
iTunes Store、RecoChoku上的卡拉OK版本以每首250日元（含税）发售。
| [ 18 ]   | [ 18 ]                           | [ 18 ] |
| 曲序     | 曲目                             | 时长   |
| -------- | -------------------------------- | ------ |
| 1.       |                                  | 4:55   |
| 2.       | （オリジナルカラオケ）（伴奏带） | 4:55   |
| 总时长： | 总时长：                         | 9:50   |

音乐CD  配乐：長岡成貢、演唱：川村万梨阿
日本哥伦比亚于2012年10月31日发售。媒体出版编号为COCX-37648，售价2940日元（含税）
| [ 20 ]   | [ 20 ]         | [ 20 ]     | [ 20 ]                                  | [ 20 ] |
| 曲序     | 曲目           |            | 英文标题                                | 时长   |
| -------- | -------------- | ---------- | --------------------------------------- | ------ |
| 1.       | ベリンのテーマ |            | Belin's Theme                           | 4:07   |
| 2.       |                |            | Journey                                 | 2:05   |
| 3.       |                |            | Sailor Song                             | 1:57   |
| 4.       |                |            | The Darkness of History ~ Warcaster     | 1:25   |
| 5.       |                |            | Lake District                           | 2:10   |
| 6.       |                |            | Tracer                                  | 3:18   |
| 7.       |                |            | Dark Clouds ~ Caprice of the Solar Wind | 1:22   |
| 8.       |                |            | The Reason for Seeds                    | 3:12   |
| 9.       |                |            | GOTHICMADE V1                           | 3:53   |
| 10.      |                |            | GOTHICMADE V2                           | 4:26   |
| 11.      |                |            | GTM: Kaiserin                           | 6:12   |
| 12.      |                |            | Colossal Conspiracy                     | 4:45   |
| 13.      |                |            | At the Capital...                       | 1:10   |
| 14.      |                | 川村万梨阿 | Belin's Counting Song                   | 3:33   |
| 15.      |                | 川村万梨阿 | Madder Red Earth                        | 4:42   |
| 16.      |                | 川村万梨阿 | Prince of the Sky, Song Girl of Flowers | 4:55   |
| 总时长： | 总时长：       | 总时长：   | 总时长：                                | 53:12  |

### 相關書籍
青土社 Eureka
Eureka 2012年12月臨時增刊號 總特集=永野護《五星物語》的普遍、《花之詩女 GOTHICMADE》的衝擊（{{lang|ja|ユリイカ2012年12月臨時増刊号 総特集=永野護 『ファイブスター物語』の普遍、『花の詩女 ゴティックメード』の衝撃}}）
- 發售日期：2012年11月13日、ISBN 978-4-7917-0246-6

（角川書店）
- 發售日期：2013年3月9日、ISBN 978-4-04-110403-3

## 网络电台节目
《GTM Podcast まも☆しん》是2012年1月26日至2012年12月26日之间，以播客节目的方式每月预计两集不定期更新。全14集＋特別篇。节目的录制在角川書店社長室进行。演出以及节目的主持人为导演——被叫做“まも”的永野和角川書店社長——被叫做“しん”的井上伸一郎。特別篇“のぞ☆まり”由扮演托里哈隆的佐佐木望（被叫做‘のぞ’）和扮演贝琳的川村万梨阿（被叫做‘まり’）担任主持人。
- 2012年1月26日 まも☆しん #00 23分 没有标题
- 2012年2月14日 まも☆しん #01 24分 标题为《〜新規映像も出ましたね〜》
- 2012年2月20日 まも☆しん #02 19分 标题为《主役メカ・カイゼリンについてトークを繰り広げるはずが......！？》
- 2012年3月18日 まも☆しん #03 27分 标题为《月刊ニュータイプ2012年4月号の“あの表紙”について......！？》
- 2012年3月28日 まも☆しん #04 23分 标题为《‘まも☆しん’第4回では「おしえて！まもまも」特集！》
- 2012年4月24日 まも☆しん #05 10分 标题为《アニメコンテンツエキスポ2012内で開催したイベントの模様をダイジェストでお届け！》
- 2012年8月16日 まも☆しん 特別篇 のぞ☆まり 42分 标题为《トリハロン役の佐々木望さん&ベリン役の川村万梨阿さんによる特別編！》
- 2012年8月22日 まも☆しん #06 27分 标题为《久々に「まも」と「しん」が揃って番組をお届けします！》
- 2012年9月19日 まも☆しん #07 17分 标题为《今回は「まも」と「しん」がGTMのメカについて語ります！》
- 2012年9月26日 まも☆しん #08 15分 标题为《公開前1ヶ月となった今回はGTM主題歌情報をはじめ新情報が満載！》
- 2012年10月17日 まも☆しん #09 23分 标题为《いよいよ〈GTM〉2012年11月1日公開！永野監督みずから関連商品について語る！》
- 2012年10月28日 まも☆しん #10 21分 标题为《まも☆しんの2人が〈GTM〉公開直前の心境を激白！？》
- 2012年12月14日 まも☆しん #11 25分 标题为《〈GTM〉公開で反響が殺到！》
- 2012年12月26日 まも☆しん #12 28分 标题为《番組のエンディングで衝撃の発表が！？》

## 注解